# Jean Lafitte
Jean Lafitte (1780. – 1823?), čuveni francuski pomorac koji se istakao kao pirat i gusar u Englesko-američkom ratu 1812. – 1815. Mnogi stanovnici SAD-a ga smatraju nacionalnim junakom i najvećim od posljednjih morskih razbojnika.

## Životopis

### Mladost i početak  "posla"
Pretpostavlja se da je rođen na jugu Francuske u gradiću Bayonne iako su neki tvrdili da je rođen na Hispanioli. Ni jedna tvrdnja nije dokazana. Kada je odrastao sa starijim bratom Pierreom je 1809. doselio u New Orleans i otvorio kovačnicu no ona im je služila samo kao pokriće za nelegalne poslove. Njihova prava aktivnost je bilo krijumčarenje koje je obuhvaćalo trgovinu crnim robljem i prodaju ukradene robe. U obližnjem zaljevu Barataria, južno od New Orleansa, na ušću rijeke Mississippi je tada djelovala banda krijumčara i pirata koji su od vlasti Republike Kolumbije dobivali Gusarska pisma za napade na španjolske brodove. Jean Lafitte se 1810. nametnuo kao vođa bande prepuštajući bratu zakonite poslove. U sljedećih nekoliko godina Laffiteovi pirati su pljačkali diljem Meksičkog zaljeva, usredotočujući se uglavnom na španjolske brodove i brodove trgovaca robljem. Sva opljačkana i prokrijumčarena roba je stizala u Baratariju i odatle je preprodavana trgovcima u New Orleansu.

### "Piratski kralj" Meksičkog zaljeva
Trgovina robljem je bila ilegalna u Louisiani pa su plantažeri u blizini Baratarije tajno održavali kupnju robova i ukradene robe. Glas o tome je došao i do američkih vlasti i guverner Clairborne je naredio uhićenje Jeanna i Pierrea Lafittea u studenom 1812. pod optužbom za piratstvo i nezakonitu trgovinu. Braća su unajmila najbolje odvjetnike, pušteni su uz jamčevinu i nastavili s trgovinom ali ovaj puta duboko u močvarama Louisiane. Guverner Clairborne je 1813. postavio ucjenu na glavu Jeanna Lafittea od 500 dolara na što je ovaj odgovorio objavivši ucjenu od 5000 dolara na guvernerovu glavu.

## U popularnoj kulturi

### Književnost
- Lafitte je važan lik u romanu Isabele Allende "Zorro", gdje se stvarni pirat i fiktivni junak zaljube u istu ženu u Louisiani 19. stoljeća.
- Lafitte se spominje u romanu Jimmyja Buffetta "A Salty Piece of Land" kao osnivač fiktivnog naselja Punta Margarita.
- Potomci posade Jeana Lafittea igraju važnu ulogu u priči H. P. Lovecrafta "Zov Cthulhua".
- Lafitte se pojavljuje kao minorni lik u priči Barbare Hambly "Wet Grave".
- Lafitteov fiktivni potomak Johnny Lafitte je glavni lik romana "Pirate Blood" od Edgara Ricea Burroughsa.
- Autor Poppy Z. Brite iskoristio je Lafittea u kratkoj priči "The Sixth Sentinel" u zbirci "Wormwood".
- Jean Lafitte ima važnu ulogu u romanu "The Smuggler's Treasure" iz serijala History mysteries.
- U znanstveno-fantastičnom romanu Dujonian's Hoard, dijelu Star Trek franšize, Jean Lafitte se pojavljuje kao kapetan broda Pride, i sukobi se s Jean-Luc Picardom.
- Lafitte se pojavljuje kao glavni negativac u romanu Charlesa Sealsfielda "Tokeah; or, the White Rose" iz 1829.

### Film i televizija
- Yul Brynner glumi Lafittea u Hollywoodskom filmu "The Buccaneer" iz 1958.
- Jean Lafitte (John Dehner) se sprijatelji s Hossom Cartwrightom (Dan Blocker) u vestern seriji Bonanza u epizodi "The Gentleman from New Orleans".
- U dječjoj emisiji Legends of the Hidden Temple, jedan od predmeta je "Karta do blaga Jeana Lafittea".
- U filmu Knjižničar: Prokletstvo Judinog pehara glavni junak pronalazi Lafitteov brod Pride u močvarama oko New Orleansa i Lafitteov leš u kapetanovoj kabini te srebrni pehar Jude Iškariota u škrinji s Lafitteovim blagom.

### Stripovi
- Laffite se pojavljuje u stripu Swamp Thing koji izdaje DC Comics. Ondje ga je ubio pirat Dark Conrad Constantine.
- Laffite se pojavljuje i u stripu "Alan Ford", u epizodi "Trojica iz Yume", u okviru priče Broja Jedan.
- Lafitte je pripadnik Crnobradih pirata u manga i anime serijalu One Piece.
- Jean Lafitte je šogor Fantoma u istoimenom stripu. Lafitteova sestra Jeanette se udala za 13-og Fantoma.
- Lafitte se pojavljuje u talijanskom stripu Zagor, gdje ima kćer Denise. U toj inačici Lafitte je preživio sve do kasnih 1830-ih.
- U stripu "Galveston" iz 2008. Lafitte se sprijatelji s Teksašaninom Jimom Bowiem.

### Videoigre
- Jean Lafitte je jedan od pirata koji se pojavljuju u videoigri Sid Meier's Pirates!.
- Anne Lafitte, daleki potomak Jeana Lafittea, je minorni lik u Playstation 2 igri Shadow Hearts: From the New World.

### Ostalo
- "Pirates of the Caribbean" atrakcija u Disneylandu započinje na točki zvanoj "Lafitte's Landing" u dijelu parka koji je uređen u stilu starog New Orleansa.